# Tel Hai
Tel Hai (in ebraico: תל חי, "Collina viva") era un insediamento ebraico nel nord della Galilea, all'epoca parte dell'Impero ottomano e successivamente del Mandato britannico della Palestina, oggi in Israele. Fu fondato nel 1918 da un gruppo di membri dell'HaShomer (La sentinella), un'organizzazione sionista socialista che si era prefissata di provvedere al servizio di sorveglianza degli insediamenti ebraici nello Yishuv.
Nel gennaio 1920 giunse a Tel Hai Yosef Trumpeldor, soldato ebreo russo, distintosi per il suo coraggio durante la guerra russo-giapponese, nella quale aveva perso una mano. Il 1º marzo dello stesso anno, alcuni arabi delle vicinanze chiesero il permesso di entrare nella piazza del paese per verificare che non ci fossero soldati francesi armati. Venne loro concesso il permesso di entrare nella piazza, ma per motivi mai chiariti scoppiò uno scontro a fuoco in seguito al quale rimasero uccisi otto difensori di Tel Hai, tra cui lo stesso Trumpeldor.
Negli anni successivi l'insediamento fu abbandonato e poi assorbito dal kibbutz Kfar Giladi.
Il nome della vicina città di Kiryat Shmona (in ebraico: "Città degli otto") commemora i caduti nello scontro.